# Анастасієвське сільське поселення (Ростовська область)
Анастасі́євське сільське́ посе́лення — муніципальне утворення в складі Матвієво-Курганського району Ростовської області Росії. Адміністративний центр — село Анастасієвка.
За даними перепису населення 2010 року на території сільського поселення проживало 2805 осіб. Частка чоловіків у населенні складала 47% або 1318 осіб, жінок — 53% або 1487 осіб.

## Склад
Населені пункти, що входять до складу сільського поселення:
| № | Назва           | Тип   | Населення (2010), ос. |
| - | --------------- | ----- | --------------------- |
| 1 | Анастасієвка    | село  | 1475                  |
| 2 | Марфинка        | село  | 1104                  |
| 3 | Рождественський | хутір | 34                    |
| 4 | Селезньов       | хутір | 192                   |